# サーキットウルフ
サーキットウルフは、1996年4月にSANKYOが発売した、F1マシンの役物と複数の電チューが配置されているパチンコ機のシリーズ名。
サーキットウルフの1機種がある。

## 概要
2回ワンセットの一般電役タイプ。同社から1994年に発売されたポールポジションと同様の役物が使用されている。ポールポジションは2回権利物だったが、本機は電チューの連動によって出玉を得る一般電役タイプである。盤面中央にあるスタートチャッカー入賞で2桁デジタルが回転し、「77」が揃うとセンター役物に玉を入賞させることが可能になり、V入賞すると盤面右側に配置されている電チューが開放されるようになり大当たりとなる。大当たりになると盤面左下に配置されている電チューも同時に開放される。盤面右側に配置されている電チューの連動で出玉を獲得していくゲーム性なので、大当たり後は右打ちで出玉を増やしていく。大当たり終了後に盤面左下の電チューに入賞させると大当たり同様の扱いになり、再度盤面右側の電チューが開放されるようになる。

## スペック
- サーキットウルフ
  - 賞球数 6&13
  - 大当たり確率 1/264
  - 盤面右下2つの電チュー確率　399/400

## 図柄
- 左デジタル
  - 0
  - 1
  - 2
  - 3
  - 4
  - 5
  - 6
  - 7
  - 8
  - 9
  - F
  - L
- 右デジタル
  - 0
  - 1
  - 2
  - 3
  - 4
  - 5
  - 6
  - 7
  - 8
  - 9
  - a
  - c
  - d
  - E
  - F
  - H
  - J
  - L
  - P
  - U

## 演出
デジタル上に「77」が揃うと役物上部の電チューが5.8秒開放する。役物に入賞した玉は一度役物内に貯留され、貯留解除された玉が前輪のVゾーンに入賞すれば大当たりとなる。大当たりになると盤面右側最上部の電チューが4.2秒の開放を1回、その後、1.6秒の開放を1回行う。最上部の電チューに入賞後は、右側配置の真ん中の電チューにある2桁デジタルが回転し、ここに「01」以外の数字が表示されると電チューが5.8秒開放する。右側配置の真ん中の電チューに入賞後は、その下の電チューの2桁デジタルが回転し、ここにも「01」以外の数字が表示されると電チューが5.8秒、もしくは6個入賞まで開放する。